# 康福斯重排反应
Cornforth重排反应（Cornforth rearrangement），由澳大利亚化学家 John Cornforth (1917－)（1975年获化学诺奖） 在1949年首先报道。
C-5 为烃基取代（-R1）、C-4 为酰基取代（-C(O)R2）的噁唑环系，在加热时发生重排，生成 R1 与 R2 互换的产物。
C-4 用硫代酰基（-C(S)R2）取代后，重排后可得1,3-噻唑环系。

## 反应机理
反应机理可能为底物发生开环，生成一个开链的二酰基腈叶立德中间体，然后再使用 -C(O)R2 的羰基经过电环化成噁唑环，得到产物。